# Alec McCowen
Alec McCowen (26 de mayo de 1925-6 de febrero de 2017) fue un actor inglés, conocido por sus numerosos trabajos teatrales y cinematográficos.

## Biografía

### Inicios
Su nombre completo era Alexander Duncan McCowen, y nació en Royal Tunbridge Wells, Inglaterra, siendo sus padres Mary Walkden, una bailarina, y Duncan McCowen, un tendero. Estudió en la The Skinners' School, en Tunbridge Wells, así como en la Real Academia de Arte Dramático.

### Comienzos teatrales
La primera actuación de McCowen en el teatro tuvo lugar en el Teatro de repertorio de Macclesfield, en agosto de 1942, encarnando a Micky en Paddy the Next Best Thing. También fue actor de teatro de repertorio en York y Birmingham en 1943-45, y en 1945 viajó en gira por la India y Birmania con una producción de Kenneth Horne de la comedia Love in a Mist, dentro del programa de entretenimiento para las tropas de la Entertainments National Service Association (ENSA). Continuó con el teatro de repertorio en 1946-49, actuando una temporada en San Juan de Terranova, Canadá.
Debutó en Londres el 20 de abril de 1950 en el Arts Theatre encarnando a Maxim en la obra de Antón Chéjov Ivanov, haciendo sus primeras actuaciones en Nueva York en el Ziegfeld Theatre el 19 de diciembre de 1951 como un guardia egipcio en César y Cleopatra, y el 20 de diciembre de 1951 como el Mensajero en Antonio y Cleopatra. Tras una serie de papeles en el Arts y con la compañía de los Repertory Players, tuvo un creciente éxito actuando en 1954 como Henri de Toulouse-Lautrec en Moulin Rouge, pieza representada en el New Theatre, en Bromley, y como Barnaby Tucker en The Matchmaker, en el Teatro Haymarket.
Hizo varias actuaciones como Dr Bird en The Caine Mutiny Court Martial, en el London Hippodrome en 1956, y como Michael Claverton-Ferry en The Elder Statesman (de T. S. Eliot), primero en el Edinburgh Fringe en 1958, y después en el Cambridge Theatre, tras lo que se sumó a la Compañía del Old Vic a fin de trabajar en la temporada 1959-60. En la misma, entre otros papeles, hizo el del título en Ricardo II, y en la temporada 1960-61 fue Mercucio en Romeo y Julieta, Oberón en El sueño de una noche de verano, y Malvolio en Noche de reyes.
Ingresó en la Royal Shakespeare Company (RSC) en septiembre de 1962, actuando en Stratford-upon-Avon como Antífolo de Siracusa en La comedia de las equivocaciones y como el Loco en El rey Lear de Paul Scofield, actuando más tarde con ambas obras en el Aldwych Theatre en diciembre de 1962, interpretando de nuevo los papeles para una gira del British Council por la Unión Soviética, Europa y los Estados Unidos entre febrero y junio de 1964. Con la RSC también hizo "el agotador papel" de Padre Fontana en la controvertida obra de Rolf Hochhuth El vicario en el Aldwych en diciembre de 1963.

### Carrera teatral posterior
Disfrutó de un impulso en su carrera en el Mermaid Theatre en abril de 1968 como Fr. William Rolfe en Hadrian the Seventh, ganado su primer Premio Evening Standard al mejor actor, así como el Premio Tony tras pasar la obra al circuito de Broadway.
En el Royal Court Theatre, en agosto de 1970, McCowen fue elegido para interpretar el papel titular de la comedia de Christopher Hampton The Philanthropist. Gracias a las entusiastas críticas, la obra pasó al Mayfair Theatre, donde se representó durante más de tres años. McCowen y su coprotagonista, Jane Asher, fueron a Broadway en marzo de 1971, ganando él en 1971 el Premio Drama Desk.
Sus siguientes grandes éxitos llegaron en producciones del National Theatre en el Old Vic. En febrero de 1973 coprotagonizó junto a Diana Rigg la pieza de Molière El misántropo, por la cual ganó su segundo premio Evening Standard. En julio de 1973 fue el psiquiatra Martin Dysart en el estreno mundial del drama de Peter Shaffer Equus.
McCowen diseñó y dirigió una actuación en solitario con el texto completo del Evangelio de Marcos, gracias a la cual obtuvo el reconocimiento de la crítica así como otra nominación al Premio Tony. Estrenada en el centro Riverside Studios en enero de 1978, tuvo una larga temporada en el Mermaid Theatre y el Comedy Theatre. Llevada la producción a Nueva York, él actuó en el Marymount Manhattan, entre otros teatros.
La adaptación al teatro que llevó a cabo Christopher Hampton de la novela de George Steiner The Portage to San Cristobal of A.H., se representó en el Mermaid en 1982, y la actuación de McCowen fue alabada en The Guardian por el crítico Michael Billington. Gracias a su trabajo ganó su tercer Premio Evening Standard, algo solo conseguido por Laurence Olivier y Paul Scofield.
Dos años después, de nuevo en el Mermaid, McCowen fue el poeta británico Rudyard Kipling en una representación de único actor escrita por Brian Clark, con un escenario que simulaba con exactitud el propio estudio de Kipling en Bateman’s. McCowen actuó con la obra en Broadway y en televisión para Channel 4.

### Director
Mientras se preparaba para interpretar a Vladimir junto a John Alderton como Estragón en la aclamada producción de Michael Rudman Esperando a Godot en el National Theatre en noviembre de 1987, McCowen también dedicó el otoño para llevar a escena la trilogía de obras cortas de Martin Crimp Definitely the Bahamas, en el Orange Tree Theatre de Richmond upon Thames, habiendo previamente disfrutado del estilo literario de Crimp en una versión radiofónica de BBC de Three Attempted Acts. Su trabajo como director fue elogiado por el crítico Charles Spencer en The Daily Telegraph.
En el Hampstead Theatre, en diciembre de 1972 también dirigió una reposición de la comedia de Terence Rattigan While the Sun Shines.

### Cine y televisión
McCowen debutó en el cine con The Cruel Sea (1953). Otras de sus cintas son Town on Trial (1957), A Night to Remember (1958), The Loneliness of the Long Distance Runner (1962), The Witches (1966), Frenesí (1972, de Alfred Hitchcock), Viajes con mi tía (1972, por la cual fue nominado al Globo de Oro), Nunca digas nunca jamás (1983) y Enrique V (1989).
Entre sus papeles televisivos se incluyen la adaptación de la BBC en cuatro episodios de J. B. Priestley Angel Pavement (1958), y su actuación en solitario con The Gospel According to Saint Mark, emitida por Thames Television en la Pascua de Resurrección de 1979. También actuó en la serie BBC Television Shakespeare, como Malvolio en Noche de reyes y como Chorus en Enrique V. En 1984 y 1985 McCowen actuó en diez episodios de la serie televisiva de corta trayectoria Mr. Palfrey of Westminster, en la cual trabajaba junto a Caroline Blakiston.
También se emitió su actuación como Rudyard Kipling en el año 1984. Entre sus últimos trabajos figuran sus papeles de Albert Speer y Rudolf Hess en los docudramas de la BBC The World Walk en 1984 y 1985, y un papel en Longitude en 2000. Además fue objeto de un episodio de This Is Your Life en 1989, cuando fue sorprendido por Michael Aspel en el Novello Theatre de Londres.

### Literatura
McCowen publicó un primer volumen de su autobiografía, Young Gemini, en 1979, al que siguió un año después Double Bill (Elm Tree Books).

### Vida personal
Su pareja sentimental, el actor Geoffrey Burridge, falleció en 1987 a causa de las complicaciones derivadas de un SIDA.
Alec McCowen falleció el 6 de febrero de 2017 en Londres, a los 91 años de edad.

## Premios
Fue nombrado Oficial de la Orden del Imperio Británico (OBE) en el año 1972, siendo ascendido a Comendador de la Orden en el año 1986.

## Filmografía (selección)
- 1953: The Cruel Sea
- 1954: The Divided Heart
- 1955: The Deep Blue Sea
- 1956: Private's Progress
- 1956: The Long Arm
- 1957: Town on Trial
- 1957: Time Without Pity
- 1957: The Good Companions
- 1957: The One That Got Away
- 1958: The Silent Enemy
- 1958: A Night to Remember
- 1958: The Doctor's Dilemma
- 1959: El sueño de una noche de verano
- 1962: La soledad del corredor de fondo
- 1963: In the Cool of the Day
- 1965: The Agony and the Ecstasy
- 1966: The Witches
- 1970: The Hawaiians
- 1972: Frenesí
- 1972: Viajes con mi tía
- 1978: Stevie
- 1979: Hanover Street
- 1980: BBC Television Shakespeare (serie TV), episodio Twelfth Night
- 1983: Forever Young
- 1983: Nunca digas nunca jamás
- 1984: The Young Visiters
- 1985: The Assam Garden
- 1987: Personal Services
- 1987: Cry Freedom
- 1989: Enrique V
- 1993: La edad de la inocencia
- 2002: Gangs of New York

## Teatro
- 1986: The Cocktail Party, Phoenix Theatre de Londres
- 1987: Adaptación de Brian Friel de la novela de Iván Turguénev Padres e hijos, National Theatre
- 1987: Samuel Beckett: Esperando a Godot, National Theatre
- 1989: Jeffrey Archer: Exclusive, Novello Theatre
- 1990: A Single Man, Greenwich Theatre
- 1990-1991: Brian Friel: Dancing at Lughnasa, Abbey Theatre, Dublín y National Theatre; Phoenix Theatre y Garrick Theatre
- 1992: George Bernard Shaw: César y Cleopatra, Greenwich Theatre
- 1992-1993: Someone Who'll Watch Over Me, Hampstead Theatre; Vaudeville Theatre; Booth Theatre de Nueva York
- 1994: David Pownall: Elgar's Rondo, Royal Shakespeare Company Barbican Centre
- 1994: La tempestad, RSC Barbican Centre
- 1999-2000: Ronald Harwood: Quartet, Yvonne Arnaud Theatre y Teatro Noël Coward